# Ceratojoppa idonea
Ceratojoppa idonea är en stekelart som först beskrevs av Tosquinet 1896.  Ceratojoppa idonea ingår i släktet Ceratojoppa och familjen brokparasitsteklar. Utöver nominatformen finns också underarten C. i. angolica.